# Semuc Champey
Semuc Champey (del idioma Q´eqchi´ que significa «donde el río se esconde bajo las piedras») es un enclave natural localizado en el municipio guatemalteco de Lanquín (12 km aprox. al sur del centro urbano de Lanquín), en el departamento de Alta Verapaz, Guatemala. En el mismo, en medio de un espeso bosque tropical se halla un puente natural de piedra caliza de unos 300 metros de largo por el cual fluye el río Cahabón y en cuyos alrededores se encuentran una gran cantidad de pozas de 1 a 3 m de profundidad, cuyo color verde turquesa o color jade cambia a lo largo del año variando con el clima, el sol y otros factores naturales. Al final puede observarse al río Cahabón como se interna en una caverna de piedra caliza, área muy peligrosa para acercarse dentro del río por la fuerza del agua, sólo se permite observar a distancia este fenómeno geográfico natural.
Semuc Champey fue declarado en 1999 Monumento Natural por el entonces presidente de la República de Guatemala, Álvaro Arzú Irigoyen y se encuentra muy próximo geográficamente al parque nacional Grutas de Lanquín con el que comparte un centro de visitantes para dar cobertura al turista.
Debido al bosque subtropical que rodea al lugar, el mismo cuenta con una enorme riqueza ecológica, entre la que se han identificado más de 100 especies de aves; 34 de mamíferos, 25 de reptiles y anfibios; y 10 de peces además de más de 120 especies distintas de árboles. Consta con un mirador de 700 m de altura para observar los 350 m de largo de las pozas naturales que conforman "Semuc Champey", con cataratas de hasta 40 pies de alto y todas las pozas alimentadas por riachuelos del lugar.
Para llegar a este lugar, se debe viajar de la Ciudad de Guatemala por la carretera al Atlántico, llegar al pueblo del Rancho, km 81, desviarse en busca de la ciudad de Cobán, km 216, y de allí a Lanquín, luego abordar un pick up  que lo llevará hasta a Semuc Champey.

## Etimología
El nombre Semuc Champey viene del  q'eqchi' xmuq "esconder", cham "hondo" y pek "piedra".

## Descubrimiento
La existencia del lugar fue dada a conocer a mediados de la década de 1950 cuando las autoridades de la Municipalidad de Lanquín se aventuraron a la zona para atender al señor Benjamín Rosales quien había sufrido un accidente mientras pescaba en el lugar. El secretario municipal, Francisco Reyes Narciso, envió notas informando de la singular belleza del sitio a la gobernación departamental, al instituto de turismo y a los medios de comunicación.
Ya en 1892 el censo registraba el caserío Champey y en el municipio de Lanquín.

## Ciencia
La formación de las famosas terrazas de travertino de Semuc Champey se debe a que sus aguas son ricas en bicarbonato de calcio que al calentarse producen carbonato de calcio en forma de toba calcárea. La fórmula química de esta reacción es:
Ca(HCO3)2(aq) →  CO2(g)  +  H2O(l)  +  CaCO3(s)
Luego los cristales de carbonato de calcio se adhieren a los microorganismos  que hay en el agua, se precipitan y  litifican para ir consolidando las terrazas de travertino. El color del agua es un efecto refractivo debido a la presencia de sedimento y no de contaminación.

## Clima
Temperatura media: 25 °C;
Altitud: 350 m s. n. m.;
 Humedad Relativa: 85%;
Días de Lluvia: 180 a 200;
 Precipitación anual: 2000 a 3000 mm;
 Brillo solar promedio: 165 horas de sol/mes.

## Fauna
Algunas de las aves reportadas en el área son tinamú grande, pato criollo,  garza azul,  avetoro americano,  halcón tijereta,  gavilán cangrejero grande,  gavilán saraviado,  gavilán colirrojo,  busardo blanco,  milano picogarfio,  halcón montés collarejo,  halcón murcielaguero,  chachalaca de vientre blanco,  tangara rojinegra tropical,  azulejo de jardín,  tangara aliamarilla,  mielero patirrojo y otros.